# Hernán Pellerano
Hernán Darío Pellerano (Buenos Aires, 4 giugno 1984) è un ex calciatore argentino, di ruolo difensore.

## Carriera
Ha disputato più di 100 partite con il Vélez Sarsfield, per poi passare nel 2008 all'Almería per 3 milioni di euro.
Il 1º gennaio 2014 passa al Club Tijuana.